# Parazodesmus verrucosus
Parazodesmus verrucosus är en mångfotingart som beskrevs av Pocock 1898. Parazodesmus verrucosus ingår i släktet Parazodesmus och familjen Platyrhacidae. Inga underarter finns listade i Catalogue of Life.